# Heudicourt (Somma)
Heudicourt – miejscowość i gmina we Francji, w regionie Hauts-de-France, w departamencie Somma.
Według danych na rok 2011 gminę zamieszkiwało 529 osób, a gęstość zaludnienia wynosiła 42 osoby/km² (wśród 2293 gmin Pikardii Heudicourt plasuje się na 541. miejscu pod względem liczby ludności, natomiast pod względem powierzchni na miejscu 295.).